# 1837
Промислова революція •  Національно-визвольні рухи • Робітничий рух •  Російська імперія

## Геополітична ситуація
У Росії править імператор Микола I (до 1855). Російській імперії належить більша частина України, значна частина Польщі, Грузія, Закавказзя, Фінляндія, Аляска. Україну розділено між двома державами — Королівство Галичини та Володимирії належить Австрії, Правобережжя, Лівобережжя та Крим — Російській імперії.
В Османській імперії править султан Махмуд II (до 1839). Під владою османів перебувають Близький Схід та Єгипет, Середземноморське узбережжя Північної Африки, Болгарія. Васалами османів є Сербія, Боснія, Волощина та Молдова.
Австрійську імперію очолив Фердинанд I (до 1848). Вона охоплює, крім власне австрійських земель, Угорщину з Хорватією, Трансильванію, Богемію, Північну Італію. Король Пруссії — Фрідріх-Вільгельм III (до 1840). Баварське королівство очолює Людвіг I (до 1848). Австрія, Пруссія, Баварія та інші німецькомовні держави об'єднані в Німецький союз.
У Франції королює Луї-Філіпп I (до 1848). Франція має колонії в Алжирі, Карибському басейні, Південній Америці та Індії. На троні Іспанії сидить Ізабелла II (до 1868). Королівству Іспанія належать частина островів Карибського басейну, Філіппіни. Королева Португалії — Марія II (до 1853). Португалія має володіння в Африці, Індії, Індійському океані й Індонезії.
У Великій Британії почалася Вікторіанська епоха — на трон зійшла королева Вікторія (до 1901). Британія має колонії в Північній Америці, на Карибах та в Індії. Королівство Нідерланди очолює Віллем I (до 1840). Король Данії та Норвегії — Фредерік VII (до 1863), на шведському троні сидить Карл XIV Юхан Бернадот (до 1844). Італія розділена між Австрією та Королівством Обох Сицилій. Існує Папська держава з центром у Римі.
У Латинській Америці існують незалежні Об'єднані провінції Ріо-де-ла-Плати, Уругвай, Колумбія, Венесуела, Еквадор, Мексика, Центральноамериканська федерація, Болівія. У Бразильській імперії формально очолює малолітній Педру II (до 1889). Посаду президента США обіймає Мартін ван Бюрен. Територія на півночі північноамериканського континенту належить Великій Британії, вона розділена на Нижню Канаду та Верхню Канаду, територія на півдні та заході континенту належить Мексиці.
В Ірані при владі Каджари. Британська Ост-Індійська компанія захопила контроль майже над усім Індостаном. У Пенджабі існує Сикхська держава. У Бірмі править династія Конбаун, у В'єтнамі — династія Нгуєн. У Китаї володарює Династія Цін. В Японії триває період Едо.

## Події

### В Україні
- 31 липня у Києві відбулася урочиста закладка Червоного корпусу Київського університету Св. Володимира.
- Засновано сучасну Ялту;
- Видано альманах «Русалка Дністровая» — перший західноукраїнський альманах, виданий у Будапешті заходами літературного гуртка «Руська трійця»;

### У світі
- 26 січня Мічиган увійшов до США 26-им штатом.
- 4 березня засновано місто Чикаго.
- 4 березня Мартін ван Бюрен приніс присягу й вступив на посаду президента США.
- 20 червня Вікторія піднялася та трон Сполученого королівства після смерті свого дядька Вільгельма IV. За салічним правом Ганноверське королівство очолив її інший дядько Ернст Август.
- У листопаді спалахнуло повстання у Верхній Канаді, спрямоване проти британського панування. Водночас у Нижній Канаді (сучасний Квебек) почалося повстання Патріотів.
- Засновано Атланту, столицю і найбільше місто штату Джорджія, США.

### У суспільному житті
- Засновано компанію Procter & Gamble.
- У Массачусетсі засновано жіночий коледж Маунт-Голіок.

### Поступ
- Видано першу книжку («Історія Франції») надруковану за системою Брайля;
- Вперше була розпочата комерційна експлуатація електричного телеграфу у Лондоні;
- Американський художник та винахідник Семюел Фінлі Бріз Морзе винайшов електромеханічний телеграф;
- В Англії випущений перший підручник зі стенографії.

### У науці
- Йоганн Петер Густав Лежен-Діріхле опублікував теорему Діріхле про арифметичні прогресії, чим започаткував аналітичну теорію чисел.
- Майкл Фарадей запровадив поняття силової лінії.
- П'єр Лоран Ванцель довів, що древні задачі про подвоєння куба та трисекцію кута не мають розв'язку.

### У мистецтві
- Чарлз Діккенс почав друкувати місячними випусками «Пригоди Олівера Твіста».
- Ганс Крістіан Андерсен надрукував третю книгу казок, серед них «Русалонька» та «Нове вбрання короля».
- Роберт Шуман написав «Симфонічні етюди».

## Народились
Категорія:Народились 1837
- 4 січня — Житецький Павло Гнатович, український філолог, педагог й громадський діяч;
- 13 січня — Хандриков Митрофан Федорович, астроном і геодезист.
- 22 лютого — Олексій Гулак-Артемовський, народознавець, збирач народних пісень.
- 17 квітня — Джон Пірпонт Морган, американський фінансист і банкір
- 9 травня — Адам Опель, засновник автомобілебудівної фірми;
- 6 липня — Васіл Левскі (Іванов), болгарський революціонер, борець проти турецького іга;
- 16 жовтня — Митрак Олександр, український письменник, фольклорист і етнограф;
- 28 жовтня — Токуґава Йосінобу, 15-й сьоґун сьоґунату Едо, останній сьоґун в історії Японії.
- Лесевич Володимир Вікторович — громадський діяч, педагог.
- Чавчавадзе Ілля — грузинський діяч і письменник;
- Рубець Олександр — фолкльорист, хоровий диригент і педагог;
- Захаревич Юліан — львівський архітектор, засновник і організатор Львівської архітектурної школи.
- Митрополит Філарет (Амфітеатров)
- Балакірєв Мілій Олексійович — російський композитор, піаніст, диригент.
- 15 листопада — Спір Африкан Олександрович, російський німецькомовний філософ-неокантіанець 19 століття німецько-грецького походження

## Померли
Див. також Категорія:Померли 1837
- 10 лютого — Олександр Пушкін, російський поет.
- 6 березня — Лисянський Юрій Федорович, мореплавець. Склав перший словник гавайської мови.
- 8 червня — Засядько Олександр Дмитрович — видатний інженер-артилерист.
- Митрополит Євгеній (Болховітінов)
- Далай-лама X